# 1972年夏季残疾人奥林匹克运动会日本代表团
1972年夏季残疾人奥林匹克运动会日本代表团是日本派出的1972年夏季残疾人奥林匹克运动会代表团。获得4枚金牌、5枚银牌和3枚铜牌。